# Crommelin (cratera marciana)
A cratera Crommelin é uma cratera de impacto no quadrângulo de Oxia Palus em Marte, localizada a 5.1º latitude norte e 10.2º longitude oeste.  Seu diâmetro é de 110 km e recebeu este nome em referência ao astrônomo britânico Andrew C. Crommelin (1865–1939).